# San Antonio Agua Bendita
San Antonio Agua Bendita är en ort i Mexiko.   Den ligger i kommunen Tenancingo och delstaten Mexiko, i den sydöstra delen av landet, 70 km sydväst om huvudstaden Mexico City. San Antonio Agua Bendita ligger 2 404 meter över havet och antalet invånare är 781.
Terrängen runt San Antonio Agua Bendita är lite bergig, och sluttar söderut. Runt San Antonio Agua Bendita är det tätbefolkat, med 550 invånare per kvadratkilometer. Närmaste större samhälle är Tenango de Arista, 11,9 km norr om San Antonio Agua Bendita. Omgivningarna runt San Antonio Agua Bendita är en mosaik av jordbruksmark och naturlig växtlighet.